# Skage fyr
Skage fyr eller Hammarö Skage är en fyr belägen på Storholmen vid Hammaröns sydspets vid Vänern. Den byggdes 1872 och var i drift till januari 1932.
Byggmästaren Anders G. Andersson uppförde fyren 1872 på uppdrag av Wenerns seglationsdirektion. Fyren fungerade som varningsfyr med rött sken som skulle uppmärksamma sjöfarare på de tre skär, Västra, Mellersta och Östra Grisen, som är belägna söder om fyren. Fyren var försedd med fotogenbelysning med spegelapparat. År 1914 byggdes fyrtornet om och blev då 4 meter högre. Tornet är sedan dess 13 meter högt och lyshöjden 14,6 meter över Vänerns yta.
Sedan 1932 ägs och underhålls Skage fyr av Föreningen Fyrtornet. Marken närmast fyren är privat tomtmark som tillhör föreningen. Visningar för allmänheten hålls årligen på internationella fyrdagen den tredje söndagen i augusti. Fyren och miljön med fyrvaktarbostad och uthus anses vara en av Vänerns bäst bevarade äldre fyrmiljöer.
Storholmen med fyren är belägen inom naturreservatet Värmlandsskärgården.

## Hammarö fågelstation
Karlstads Ornitologiska Förening driver Hammarö fågelstation vid Skage fyr på Hammaröns sydspets.